# كورت بلوم
كورت بلوم (بالألمانية: Kurt Blum) (و. 1922 – 2005 م) هو مصور، وكاتب، من سويسرا، ولد في برن، توفي في برن، عن عمر يناهز 83 عاماً.